# Idioma warekena
El warekena o guarequena es un idioma arawaco que se habla en su mayoría en el estado venezolano de Amazonas y extendido en zonas cercanas del estado brasileño homónimo y el departamento colombiano de Guainía.

## Clasificación
Ramirez (2020) clasifica esta lengua dentro del grupo arawak del alto Orinoco al que también pertenecían los extintos yavitero y maipure.

## Comparación léxica
La distancia léxica entre el warekena y otros idiomas arawacos es bastante grande.
| Warekena    | Kurripako | Wayúu    | GLOSA  |
| ----------- | --------- | -------- | ------ |
| peya        | pada      | wane     | uno    |
| damtatha    | yamada    | piama    | dos    |
| mabaitalisa | madalida  | apünüim  | tres   |
| inauli      | aachia    | jashichi | hombre |
| inautam     | inaru     | jiérü    | mujer  |
| kamoi       | heri      | ka'í     | sol    |
| keti        | keri      | kashí    | luna   |
| one         | ooni      | wüin     | agua   |